# 46
| 46                 |
| ------------------ |
| Dødsfald - Fødsler |
|                    |

| Gregoriansk kalender | 46 XLVI                 |
| Ab urbe condita      | 799                     |
| Armensk kalender     | I/T                     |
| Kinesiske kalender   | 2742 – 2743 乙巳 – 丙午 |
| Etiopisk kalender    | 38 – 39                 |
| Jødisk kalender      | 3806 – 3807             |
| Hindukalendere       |                         |
| - Vikram Samvat      | 101 – 102               |
| - Shaka Samvat       | N/A                     |
| - Kali Yuga          | 3147 – 3148             |
| Iransk kalender      | 576 BP – 575 BP         |
| Islamisk kalender    | 594 BH – 593 BH         |

Se også 46 (tal)

## Begivenheder
Romerne opretter en ny provins, Tracia af de tidligere valsalstater i Thrakien.